# ザ・ウェイト
「ザ・ウェイト」（The Weight）は、ザ・バンドが1968年に発表した楽曲。
ローリング・ストーンの選ぶオールタイム・グレイテスト・ソング500（2010年版）では41位にランクされている。

## 概要
作詞作曲はロビー・ロバートソン。スペイン出身の映画監督、ルイス・ブニュエルの作品に影響を受けて書かれた楽曲である。「ブニュエルは聖人であることの不可能性を多くの映画で表した。『ビリディアナ』や『ナサリン』に描かれているように、人々はみな良き人であろうと望むが結局は自分のやりたいことしかやらない。『ザ・ウェイト』も同じことさ」とロバートソンは述べている。
本作品は次の言葉から始まる。「ナザレスの町にたどり着いたが／俺は半分死にかけていた／ともかくも休める場所が必要だった」
「ザ・ウェイト」は聖書からの引用が多いことから、この歌詞はイエス・キリストが育った「ナザレ（Nazareth）」を想起させるが、ギター製作会社のマーティンの発祥の地であるペンシルベニア州ノーサンプトン郡のナザレスを同時に指している。
タイトルの「The Weight（重荷）」は一度も歌詞に現れない。代わりに「Take a load off Fanny, take a load for free」という言葉が繰り返される。新約聖書の「ヘブライ人への手紙」12章の言葉に関連するものと考えられる。
レコーディングは1968年1月、ニューヨークのA&Rレコーダーズで行われた。同年7月1日発売のファースト・アルバム『ミュージック・フロム・ビッグ・ピンク』に収録され、同年8月8日にシングルカットされた。B面はボブ・ディラン作詞作曲の「アイ・シャル・ビー・リリースト」。
同年9月28日付のビルボード・Hot 100で63位を記録した。全英シングルチャートでは21位、カナダでは35位を記録した。
翌1969年7月公開の映画『イージー・ライダー』に使用され、広く知られるようになった。ただし映画のサウンドトラック・アルバムには権利関係上収録されず、スミスのカバー・パージョンが収録されることとなった。

## 演奏メンバー
- リヴォン・ヘルム - リード・ボーカル（1番、2番、3番、5番）、バッキング・ボーカル、ドラムズ
- リック・ダンコ - リード・ボーカル（4番、5番）、バッキング・ボーカル、ベース
- リチャード・マニュエル - バッキング・ボーカル、オルガン
- ロビー・ロバートソン - アコースティック・ギター
- ガース・ハドソン - ピアノ

## カバー・バージョン
- ジャッキー・デシャノン - 1968年7月30日発売のシングル[8]。
- ザ・ステイプル・シンガーズ - 1968年のアルバム『Soul Folk in Action』に収録[9]。
- イ・ディク・ディク - 1968年のシングル「Dimenticherai」のB面。イタリア語の歌詞。タイトルは「Eleonora Credi」[10]。
- アレサ・フランクリン - 1969年のシングル。ギターはデュアン・オールマン
- キング・カーティス - 1969年のアルバム『Instant Groove』に収録。ギターはデュアン・オールマン[11]。
- ダイアナ・ロス&ザ・スプリームスとテンプテーションズ - 1969年のシングル。
- マイク・ブルームフィールドとアル・クーパー - 1969年のライブ・アルバム『フィルモアの奇蹟』に収録。インストゥルメンタル。
- ザ・ゴールデン・カップス - 1969年のライブ・アルバム『リサイタル』に収録。
- エーメン・コーナー - 1969年のアルバム『Farewell to the Real Magnificent Seven』に収録。
- サミー・スミス - 1971年のアルバム『Lonesome』に収録。
- ディオンヌ・ワーウィック - 1972年のアルバム『From Within』に収録。
- 松田幸一 - 1987年のコンピレーション・アルバム『Les enfants』に収録[12]。
- ホイト・アクストン - 1990年のアルバム『Spin of the Wheel』に収録。
- 石田長生 - 1995年のアルバム『JUKE BOX』に収録。石田による日本語詞。ボーカルに甲本ヒロト、三宅伸治、藤井裕が参加。
- シャノン・カーフマン - 1999年のアルバム『Loud Guitars, Big Suspicions』に収録。
- トラヴィス - 2000年のシングル「Coming Around」のCD2バージョンや日本盤に収録。
- ジョーン・オズボーン - 2002年のアルバム『How Sweet It Is』に収録。
- カサンドラ・ウィルソン - 2002年のアルバム『ベリー・オブ・ザ・サン』に収録。
- ジョー・コッカー - 2005年に再発された『マッド・ドッグス&イングリッシュメン』のデラックス・エディション盤に収録。
- ディアナ・カーター - 2007年のアルバム『The Chain』に収録。
- ジェフ・ヒーリー - 2008年のアルバム『Mess of Blues』に収録。
- リッキー・リー・ジョーンズ - 2012年のアルバム『The Devil You Know』に収録。